# Chilanum
Der Chilanum ist ein indischer Dolch.

## Beschreibung
Der Chilanum besitzt eine breite, zweischneidige, doppelt gebogene Klinge, die am Ort (Spitze) spitz zuläuft. Die Klingen können entweder einen starken Mittelgrat haben oder mit einer Hohlbahn versehen sein. Es gibt auch Klingen, die in zwei Spitzen auslaufen. Die Griffe sind meist in der Form einer stilisierten Blüte geformt und ganz aus Metall gefertigt (ohne Griffschalen) oder sie besitzen einen Heft (Griffstück), der mit Griffschalen aus Horn, Jade oder anderen wertvollen Materialien gefertigt ist. Auf dem sich gabelnden Knauf sitzt ein kunstvoll gestalteter Knopf. Die Parierstange ist breit und oft im ähnlichen Stil gehalten wie der Knauf. Mitunter haben die Exemplare einen Bügel als Handschutz. Die Klingen werden oft graviert oder vergoldet. Die Klingenlänge eines durchschnittlichen Chilanum beträgt etwa 30 cm.
Die Ursprünge des Dolches sind unklar, es können das Maratha-Reich oder Nepal sein.